# (36) Atalanta
(36) Atalanta es un asteroide que forma parte del cinturón de asteroides y fue descubierto el 5 de octubre de 1855 por Hermann Mayer Salomon Goldschmidt desde París, Francia. Está nombrado por Atalanta, un personaje de la mitología griega.

## Características orbitales
Atalanta está situado a una distancia media del Sol de 2,749 ua, pudiendo acercarse hasta 1,919 ua y alejarse hasta 3,58 ua. Su inclinación orbital es 18,43° y la excentricidad 0,3021. Emplea en completar una órbita alrededor del Sol 1665 días.